# Женская сборная Ботсваны по волейболу
Женская национальная сборная Ботсваны по волейболу (англ. Botswana women's national volleyball team) — представляет Ботсвану на международных волейбольных соревнованиях. Управляющей организацией выступает Федерация волейбола Ботсваны (англ. Botswana volleyball federation — BVF).

## История
Федерация волейбола Ботсваны образована в 1979 году. С 1988 — член ФИВБ.
Первым официальным турниром женской волейбольной сборной Ботсваны стал чемпионат Африки 1993 года, проходивший в столице Нигерии Лагосе. На турнире ботсванские волейболистки провели 5 матчей и во всех проиграли, заняв последнее (10-е) место. В последующие годы сборная Ботсваны приняла участие ещё в шести континентальных первенствах. Лучшим результатом стало 5-е место в 2009 году. В 2011 и 2015 национальная команда Ботсваны квалифицировалась и на Африканские игры от своей географической зоны Южной Африки, но на самих соревнованиях в призёры не попала.
Четырежды сборная Ботсваны участвовала в отборочных турнирах чемпионатов мира, а в январе 2016 впервые заявилась и в олимпийский африканский квалификационный турнир, но выиграть путёвки на крупнейшие международные волейбольные соревнования ей до сих пор не удавалось. Лишь в начале 2014 года волейболистки Ботсваны оказались наиболее близки к попаданию на мировое первенство, когда уверенно вышли в финальную стадию квалификации, одержав 8 «сухих» побед на предыдущих этапах отбора, но в финале стали лишь 4-ми в своей группе.

## Результаты выступлений и составы

### Олимпийские игры
До 2012 в квалификации Олимпийских игр сборная Ботсваны участия не принимала.
- 2016 — не квалифицировалась
- 2020 — не квалифицировалась

### Чемпионаты мира
Сборная Ботсваны участвовала в четырёх отборочных турнирах чемпионатов мира.
- 2006 — не квалифицировалась
- 2010 — не квалифицировалась
- 2014 — не квалифицировалась
- 2018 — не квалифицировалась

- 2006 (квалификация): Лекедзани Байи, Динео Могапи, Сегаквенг Молефи, Масего Хосеа, Лови Сазиба, Тебого Седжеве, Цхепо Серве, Амогеланг Ньямбе, Цхванело Бойтумело, Жозефин Нцхиноганг, Дэйзи Голеканье, Цхолофело Рецхабиле. Тренер — Кабо Нцхиноганг.
- 2010 (квалификация): Омфиле Нгакаеманг, Диполело Нкеле, Ндамбо Андриано, Лекедзани Байи, Карабо Молефха, Дэйзи Голеканье, Келебогиле Махупела, Масего Хосеа, Ноно Ритсанг, Цхолофело Рецхабиле, Моника Альфред, Тебого Седжеве. Тренер — Карлос Орта.
- 2014 (квалификация): Гаме Пакгабо, Диполело Чизхала, Лекедзани Байи, Дэйзи Голеканье, Чхада Маджаха, Цхепо Моласива, Цхолофело Рецхабиле, Моника Альфред, Тхапело Камберука, Тебого Седжеве, Присилла Нтхага, Трэси Чхаба, Кэролайн Роджерс. Тренер — Исак Сэмюэл.

### Чемпионат Африки
| - 1976 — не участвовала - 1985 — не участвовала - 1987 — не участвовала - 1989 — не участвовала - 1991 — не участвовала - 1993 — 10-е место - 1995 — не участвовала - 1997 — не участвовала - 1999 — не участвовала - 2001 — не участвовала - 2003 — не участвовала | - 2005 — 7-е место - 2007 — 7—8-е место - 2009 — 5-е место - 2011 — 7-е место - 2013 — не участвовала - 2015 — 8-е место - 2017 — 8-е место - 2019 — 7-е место - 2021 — не участвовала - 2023 — не участвовала |

### Африканские игры
| - 1978 — не участвовала - 1987 — не участвовала - 1991 — не участвовала - 1995 — не участвовала - 1999 — не участвовала - 2003 — не квалифицировалась | - 2007 — не квалифицировалась - 2011 — 6-е место - 2015 — 5—6-е место - 2019 — 6-е место - 2024 — не участвовала |

- 2011: Гаме Пакгабо, Лекедзани Байи, Карабо Молефха, Дэйзи Голеканье, Гаолеселетсе Гасекгонве, Келебогиле Махупела, Габаресепе Машаоле, Масего Хосеа, Цхолофело Рецхабиле, Моника Альфред, Тебого Седжеве, Трэси Чхаба. Тренер — Ада Барбара Марреро Санчес.
- 2015: Гаме Пакгабо, Карабо Молефха, Дэйзи Голеканье, Гаолеселетсе Гасекгонве, Келебогиле Махупела, Габаресепе Машаоле, Чхада Маджаха, Тхапело Камберука, Тебого Седжеве, Присилла Нтхага, Трэси Чхаба, Кэролайн Роджерс. Тренер — Исак Сэмюэл.
- 2019: Мерапело Цхимолого, Тебого Седжеве, Гаолеселетсе Гасекгонве, Чхада Маджаха, Цхиамо Чхакалиса, Тхапело Камберука, Трэси Чхаба-Дисанг, Каролайн Роджер, Карабо Молепха, Кебабонье-Ммеке Пхофеди, Мойтламо Нкобеди, Присилла Нтхага. Тренер — Макгетла Гареанна.

## Состав
Сборная Ботсваны в африканском олимпийском квалификационном турнире 2020.
| №  | Имя, фамилия            | Год рождения | Рост | Амплуа      | Клуб         |
| -- | ----------------------- | ------------ | ---- | ----------- | ------------ |
| 1  | Летсо Голекванг         | 2001         | 170  | связующая   | Ботсвана     |
| 3  | Гонтле Гойрванг         | 1996         | 160  | либеро      | «Мафолофоло» |
| 4  | Мерапело Цхимолого      | 1999         | 179  | нападающая  | «Кутлвано»   |
| 5  | Тебого Седжеве          | 1986         | 182  | нападающая  | «Кутлвано»   |
| 7  | Гаолеселетсе Гасекгонве | 1986         | 176  | нападающая  | «Мафолофоло» |
| 10 | Чхада Маджаха           | 1990         | 170  | либеро      | «Полис-6»    |
| 12 | Ваме Пелета             | 1996         | 176  | центральная | Ботсвана     |
| 13 | Цхиамо Чхакалиса        | 1995         | 182  | центральная | «Кутлвано»   |
| 15 | Тхапело Камберука       | 1993         | 182  | нападающая  | «Кутлвано»   |
| 16 | Мойтламо Нкобеди        | 1997         | 180  | связующая   | «Кутлвано»   |
| 17 | Тхато Соломон           | 1997         | 180  | нападающая  | «Дайнемайтс» |
| 18 | Кэролайн Роджер         | 1996         | 186  | центральная | «Кутлвано»   |

- Главный тренер —  Аугусто Саббатини.
- Тренер — Модиакготла Шадрак.